# Aizkorri
El Aizkorri o Aitzgorri es una montaña de 1528 metros de altitud perteneciente a la sierra de Aizkorri en los Montes Vascos. Está situado en Guipúzcoa, País Vasco, España.  

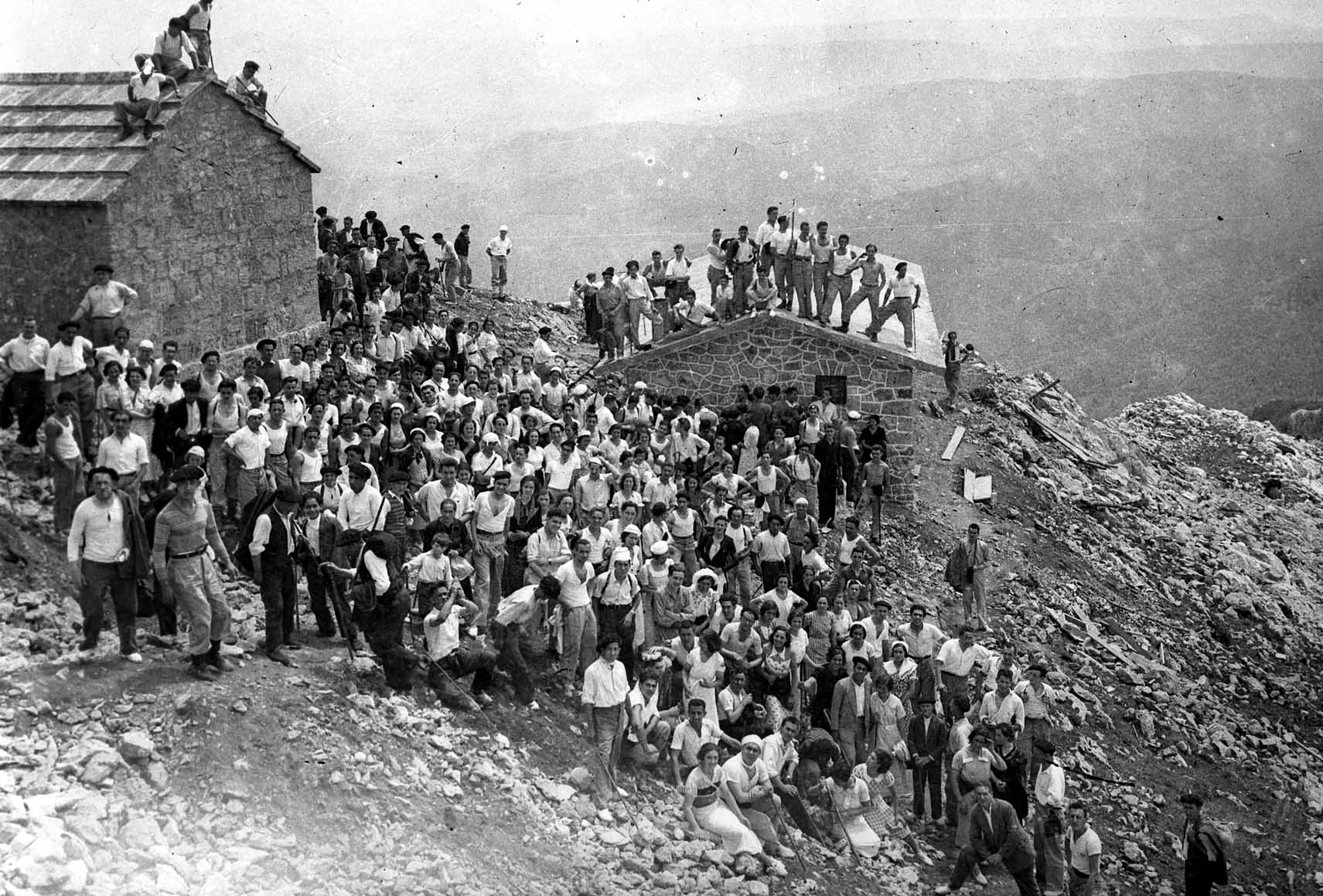
Día de la inauguración del refugio. Fotografía: Indalecio Ojanguren

La Real Academia de la Lengua Vasca indica la forma  Aizkorri como correcta, señalándola en la explicación que da como oficial. Se usan también las formas Aitzkorri y Aizgorri.
Aunque no es la cima más elevada, es la cumbre más popular y todo el macizo lleva su nombre: Aizkorri (1528 m s. n. m.). La fama le viene de la ermita situada en su rocosa atalaya sobre la que se extienden las campas de Urbía y Oltza, que aglutinan varias majadas donde pace el ganado. También se encuentra junto a la ermita un refugio montañero. La vertiente norte de la montaña es vertiginosa.

## Descripción
El Aitzgorri, no siendo la cima más alta del macizo del mismo nombre, es la más popular y conocida del mismo. Forma parte de una gran masa caliza que se extiende de este a oeste y parece formar parte de la línea de los montes del Duranguesado. Se sitúa en la parte este de la crestería que cierra las campas de Urbía por el norte, cayendo, vertiginosamente, al norte sobre Cegama.
En su cumbre, a 1528 m de altitud, se levanta la ermita del Santo Cristo que guarda un crucifijo que allí se veneraba y que se consideraba milagroso, pues bien fuese llevado a Cegama o Araya, al final siempre aparecía en la ermita de la encumbrada montaña de Aitzgorri que domina toda la tierra vasca. Es la última cumbre por el este de la crestería. Debajo del Aitzgorri se ubica el paso de San Adrián, por donde cruza la sierra la calzada medieval, que unía la meseta con los pasos norteños hacia la costa cantábrica. La característica más reseñable de este paso es que atraviesa la roca mediante una cueva natural que guarda en su interior la ermita del santo que le da nombre. El Camino de Santiago francés tenía paso por la peña de San Adrián y fue recorrido desde el siglo XI, pero de forma intensa a partir del siglo XIII.
Al lado de la ermita cimera hay un pequeño refugio que invita a pasar la noche en la cima. Fue inaugurado el 8 de julio de 1934 
En la vertiente sur se abren las campas de Urbía, que se sitúan a 1000 m de altitud y se cierran, por un lado con el macizo del Aitzgorri y, por el otro, con el Zabalandi. El valle se extiende de este a oeste, con un acceso desde el santuario de Aránzazu en Oñate y otro por San Adrián. Estas campas son lugar de pasto desde tiempos prehistóricos y de ello dan muestra los monumentos megalíticos que allí se encuentran.
Los rebaños de ovejas, de la raza Lacha, pastan en los prados que se abren entre las peñas calizas y bosquecillos de hayas y espinos albares. Los pastores se agrupan en pequeñas concentraciones de chabolas, que les sirven de vivienda en los meses de verano. Desde el año 2006 es parque natural.

## Mitología

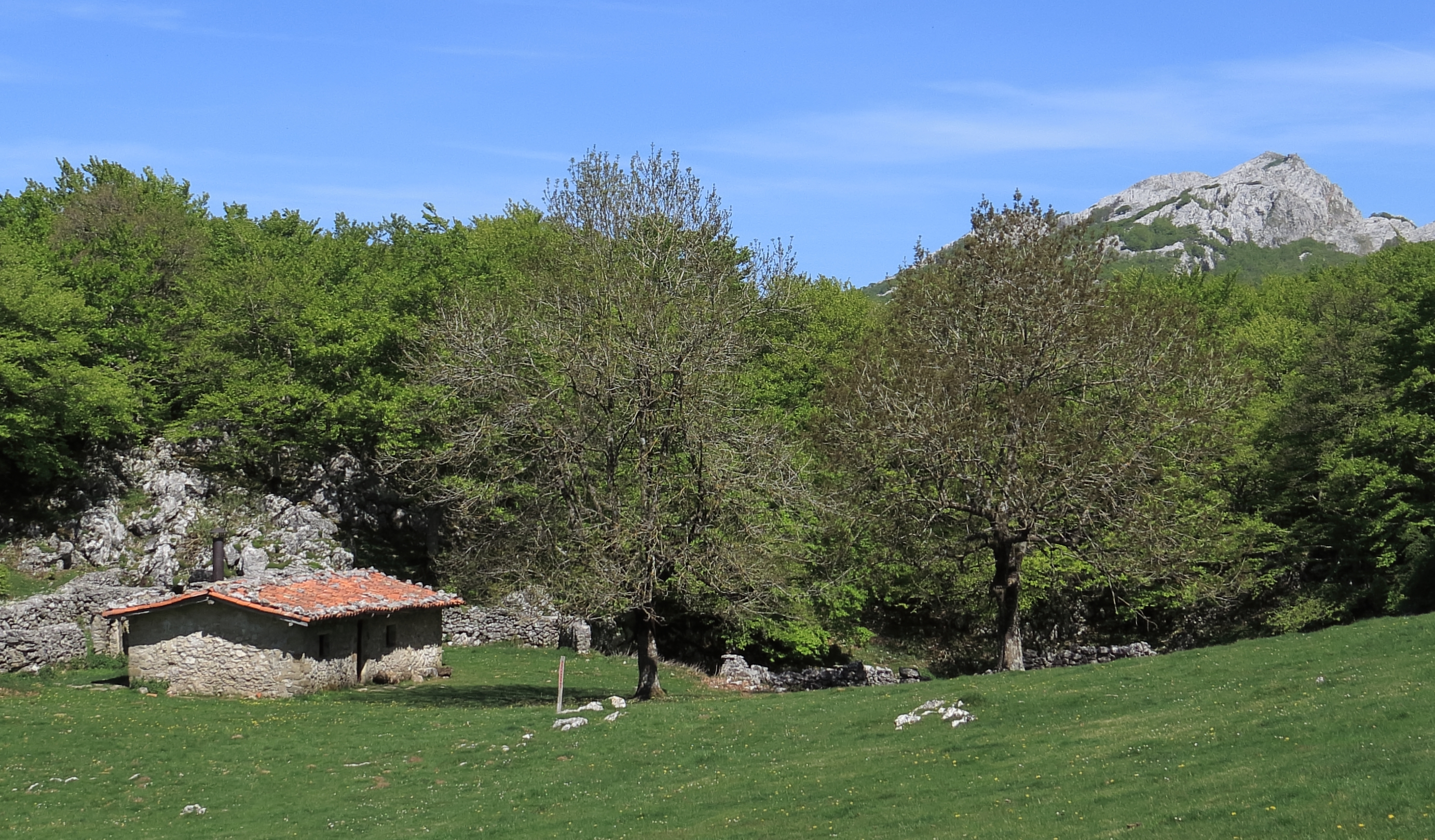
Borda Chabola del Tuerto con el Aitzkorri detrás.

Como todas las cumbres relevantes de los Montes Vascos en el Aitzgorri tiene una de sus moradas Mari, aunque en realidad reside en el vecino Aquetegui en una cueva en su lado norte. El Cristo que se venera en la ermita de la cumbre tiene fama de ser milagroso, ya que por mucho que intentaron los vecinos de Cegama (Guipúzcoa) y Araya (Álava) que el crucifijo se quedara en sus parroquias este reaparecía en la cumbre del Aitzgorri.

## Ascensos
Son muchas las rutas de ascenso a esta montaña. La mayoría de ellas parten de Guipúzcoa, pero su proximidad con Álava hace que también las haya desde ese territorio. 
- Desde el Alto de Otzaurte.

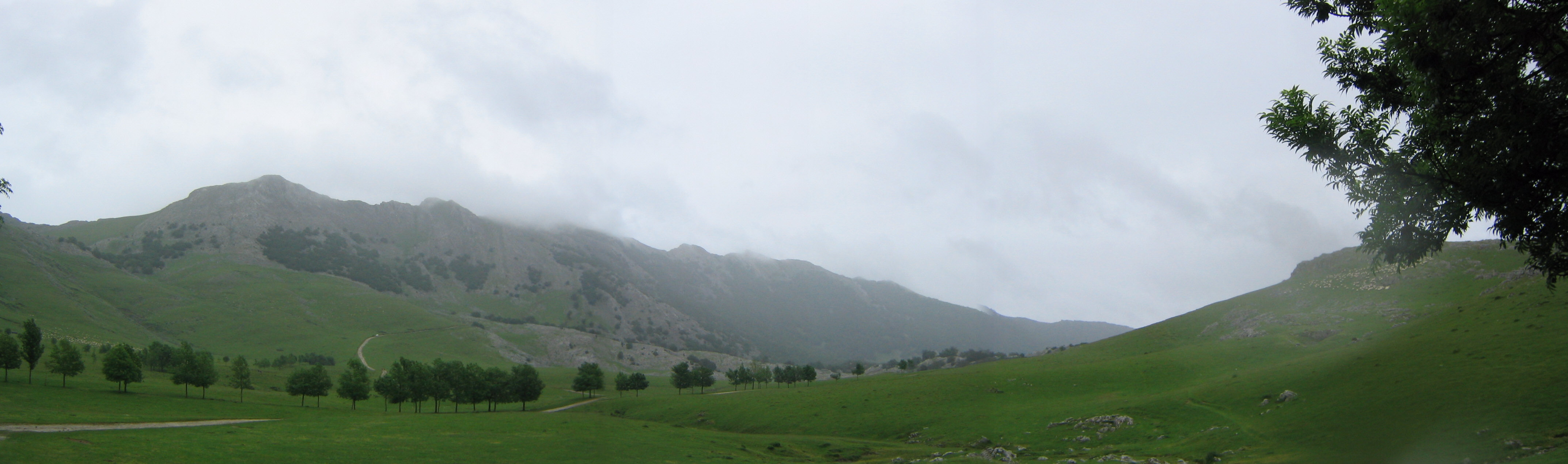
Macizo del Aizcorri desde la fonda de Urbía (el Aicorri es la última punta a la derecha).

Desde el puerto de Otzaurte (a 671 m de altitud) se parte por una pista que se dirige al collado de Beunda, donde hay una majada de pastores y un área de esparcimiento. Cruzando la ladera sur del Añabaso, por la derecha, se llega al paraje de Aldaola (832 m.), sobre la cresta que une Añabaso con Aitzgorri. Desde aquí alcanzamos el paso de San Adrián, cuya altitud es de 1008 m y donde vemos, en el interior del túnel, la ermita de San Adrián. Seguimos hacia la fuente de Lizarrate y antes de llegar nos desviamos a la derecha para comenzar el ascenso a la cumbre del Aitzgorri, junto al pequeño túmulo llamado también San Adrián. El ascenso se hace entre hayas hasta cerca de la cima por una fuerte pendiente. Este recorrido se conoce como El calvario, aunque su nombre original es mandobide. Hay una variante que parte de la ermita del Sancti Spiritus, a 969 m de altitud, y que se ubica antes de llegar al túnel de San Adrián. 
- Desde Arantzazu[5]

Una vez que nos encontremos en Aránzazu (731 m) se asciende a Urbía por un buen y descansado camino muy marcado. La entrada a las campas de Urbía se realiza por el collado de Elorrola (1161 m) que guardan las peñas de Zabaláitz (1262 m) por la derecha y Enáitz (1301 m) por la izquierda. Se sigue el sendero entre la línea de árboles que lo rodean y se llega a la ermita y poco más adelante a la fonda, que invita a tomarse un descanso.
La crestería se abre sobre las campas, al norte, y se puede ascender por su lado oeste, tomando la dirección al dolmen de Aizkorritxo, para, recorriéndola, llegar al Aitzgorri. De esta forma pasaremos por el monte que marca la máxima altitud de esta sierra, el Aitxuri (1551 m).
Si se sigue el camino por el valle, nos dirigiremos a la majada de Arbelar, de donde parte el sendero que nos lleva directamente a la cumbre del Aitzgorri, pasando por el collado anterior al risco de Aitzabal y de allí a la cumbre.
- Desde Cegama

Partiendo de Cegama (296 m.) subimos al apeadero del ferrocarril de RENFE, y de allí tomamos el camino hacia el collado de Intzuzaeta. Después, por la izquierda y siguiendo la ruta de San Adrián, accedemos a la cresta. Cuando lleguemos al paso de San Adrián (1324 m) vamos hacia Urbía y giramos a la izquierda, rodeando el pico San Adrián (1434 m) llegamos al collado Lugaitze desde donde comenzamos el recorrido por la crestería hasta la cima del Aitzgorri.
- Desde Araya (Álava)

Para ascender desde Araya se sigue la ruta que lleva al Aratz para desviarnos a San Adrián y de allí subir al Aitzgorri como ya se ha indicado anteriormente. Para ello, tras salir de Araya en dirección norte, nos dirigimos hacia los restos de la fundición Ajuria y tomamos un camino que queda a la izquierda (la cuesta de las vagonetas) que asciende hasta las canteras de la peña de San Miguel y desde allí, rodeando las canteras ascendemos a la fuente de Iturriotz (1050 m) para ganar el claro donde se ubica la cabaña de Azkosaroi. Dejamos el sendero que va al Aratz para continuar hacia el túnel de San Adrián y de allí, tras abandonar el camino del túnel de San Adrían, se toma un sendero que se desvía hacia la izquierda, que tras penetrar en Guipúzcoa, se llega al Aitzgorri.
Tiempos de accesos: 
- Aránzazu (2h 30m).
- Otzaurte (2h 45m).
- Araya (3h 45m).[2]

## Galería

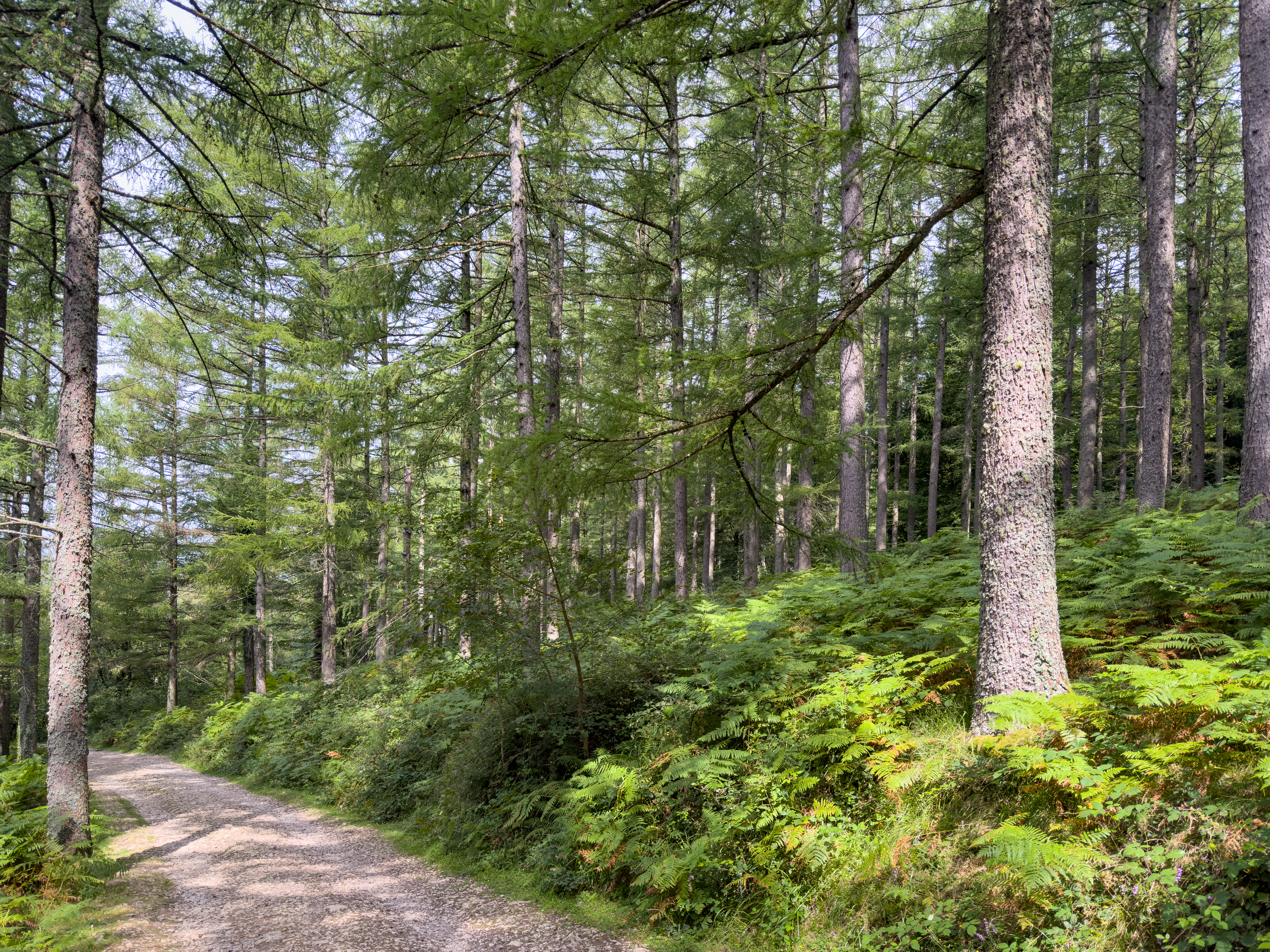
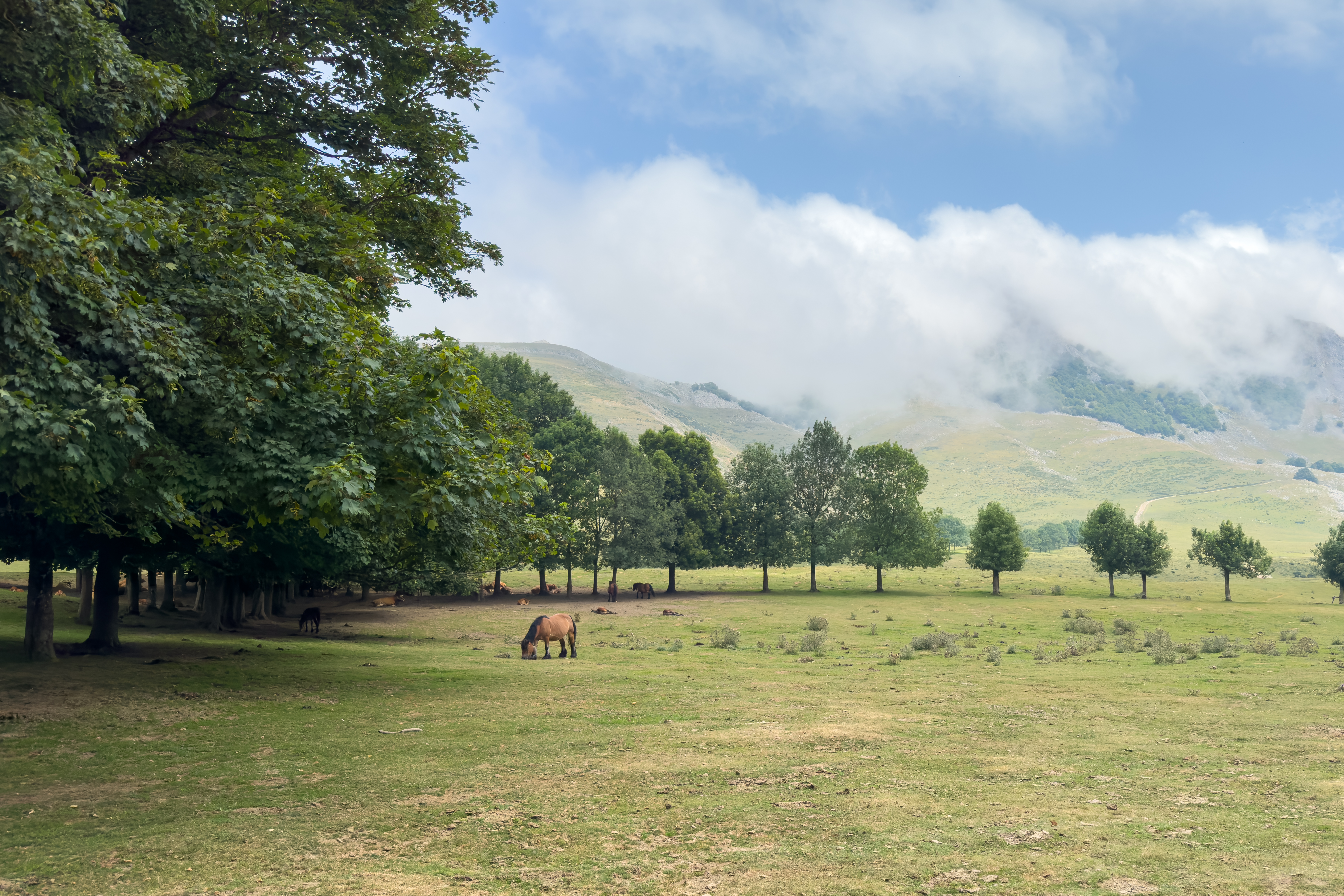
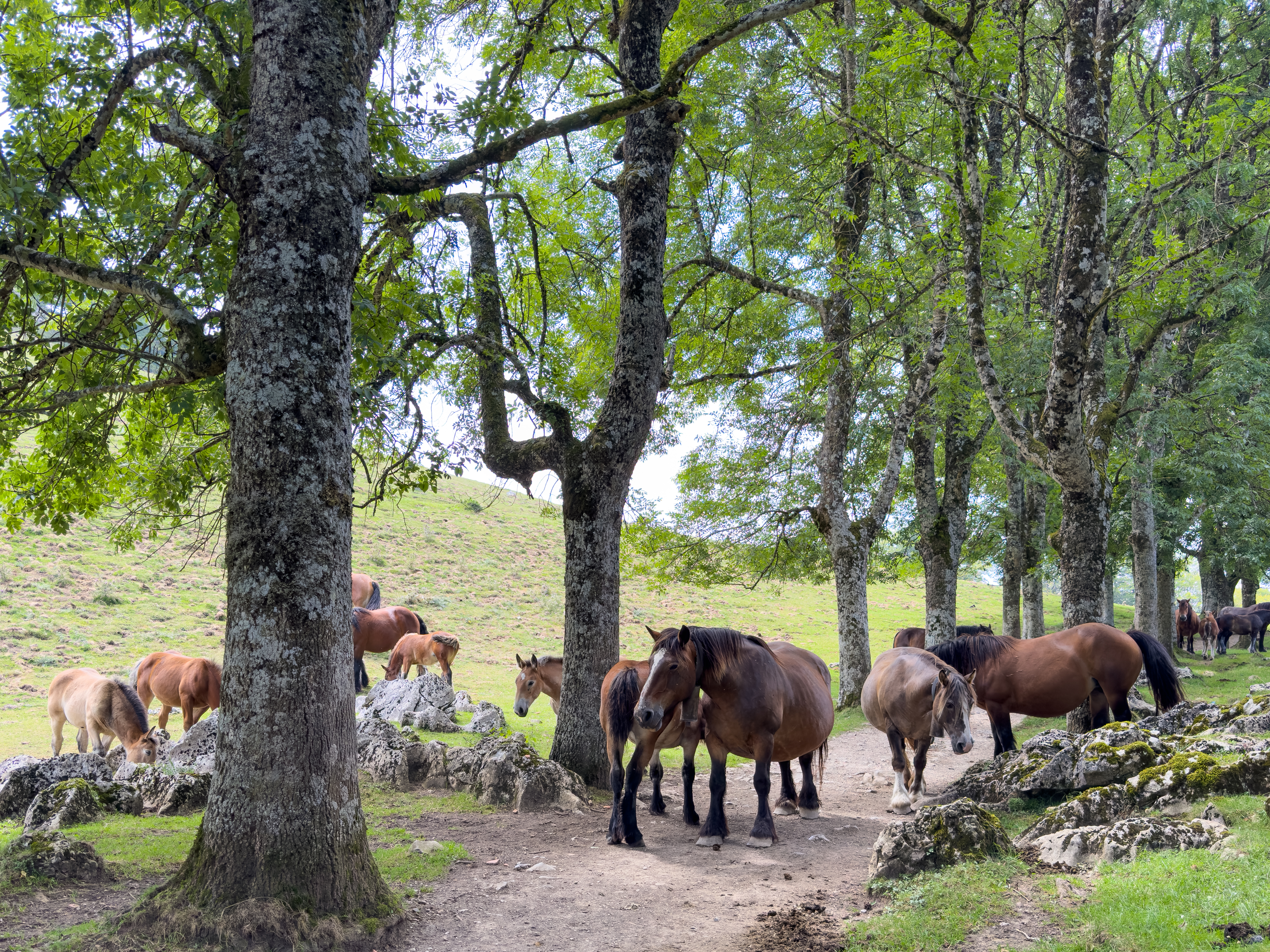
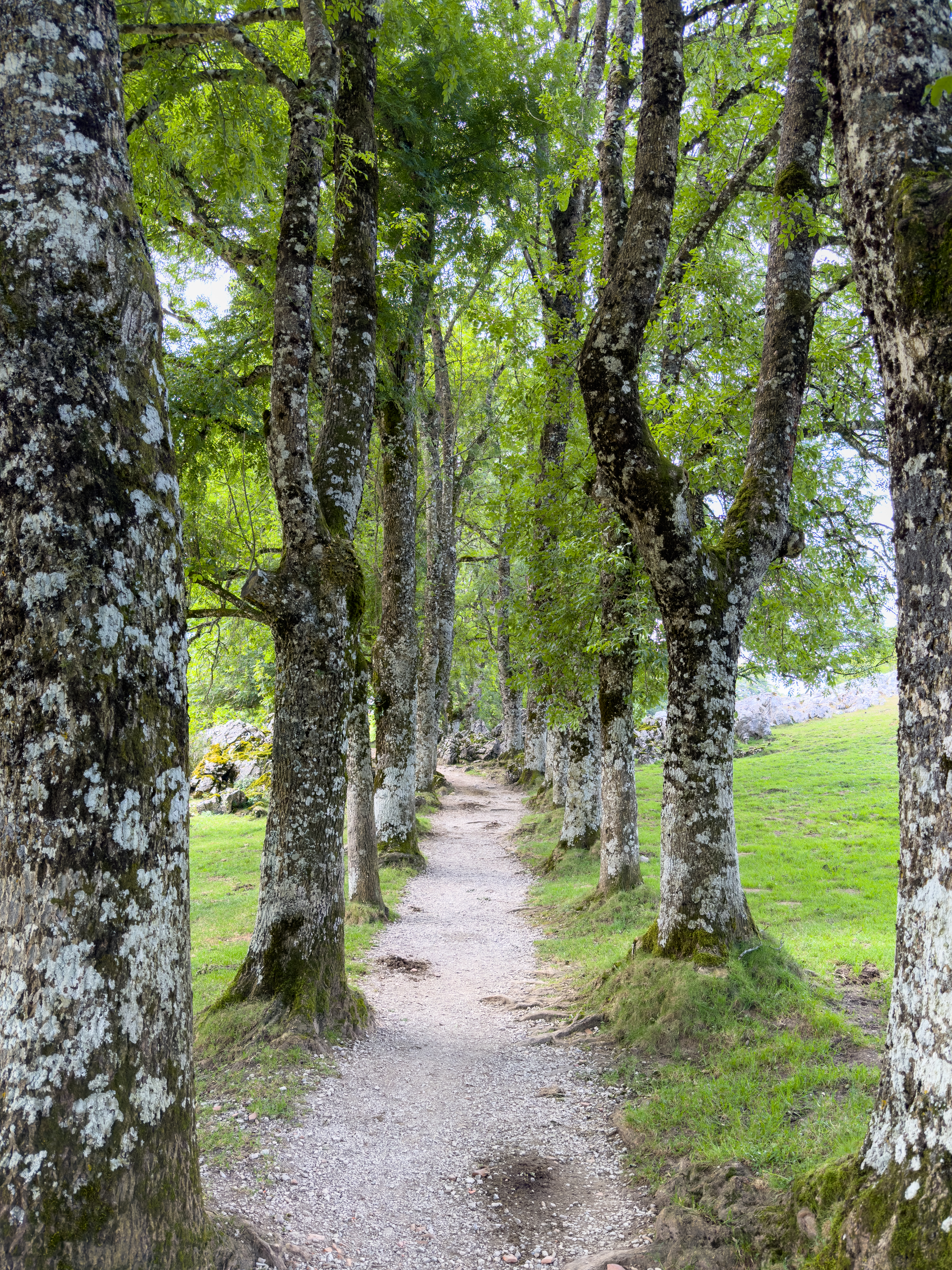
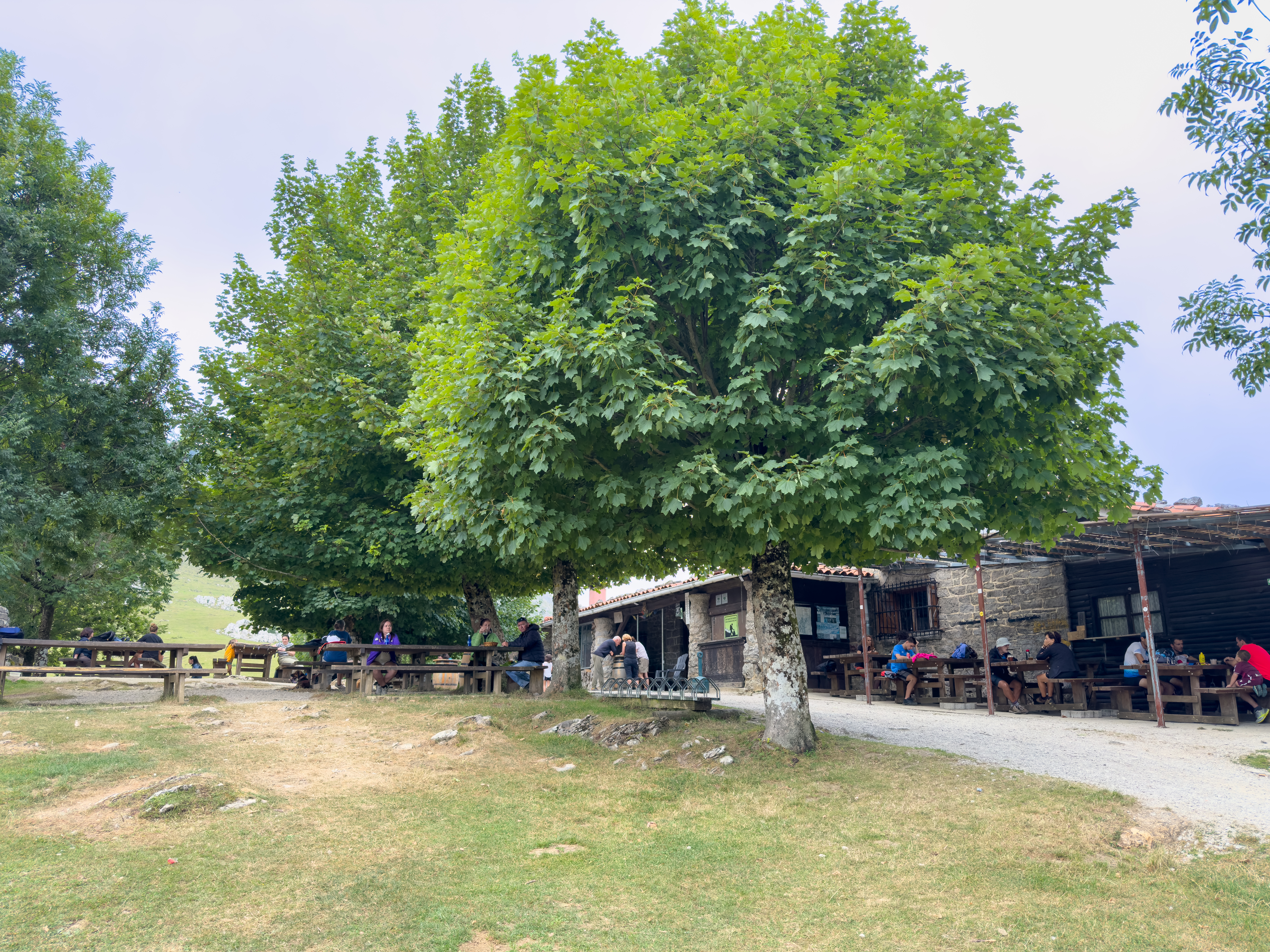
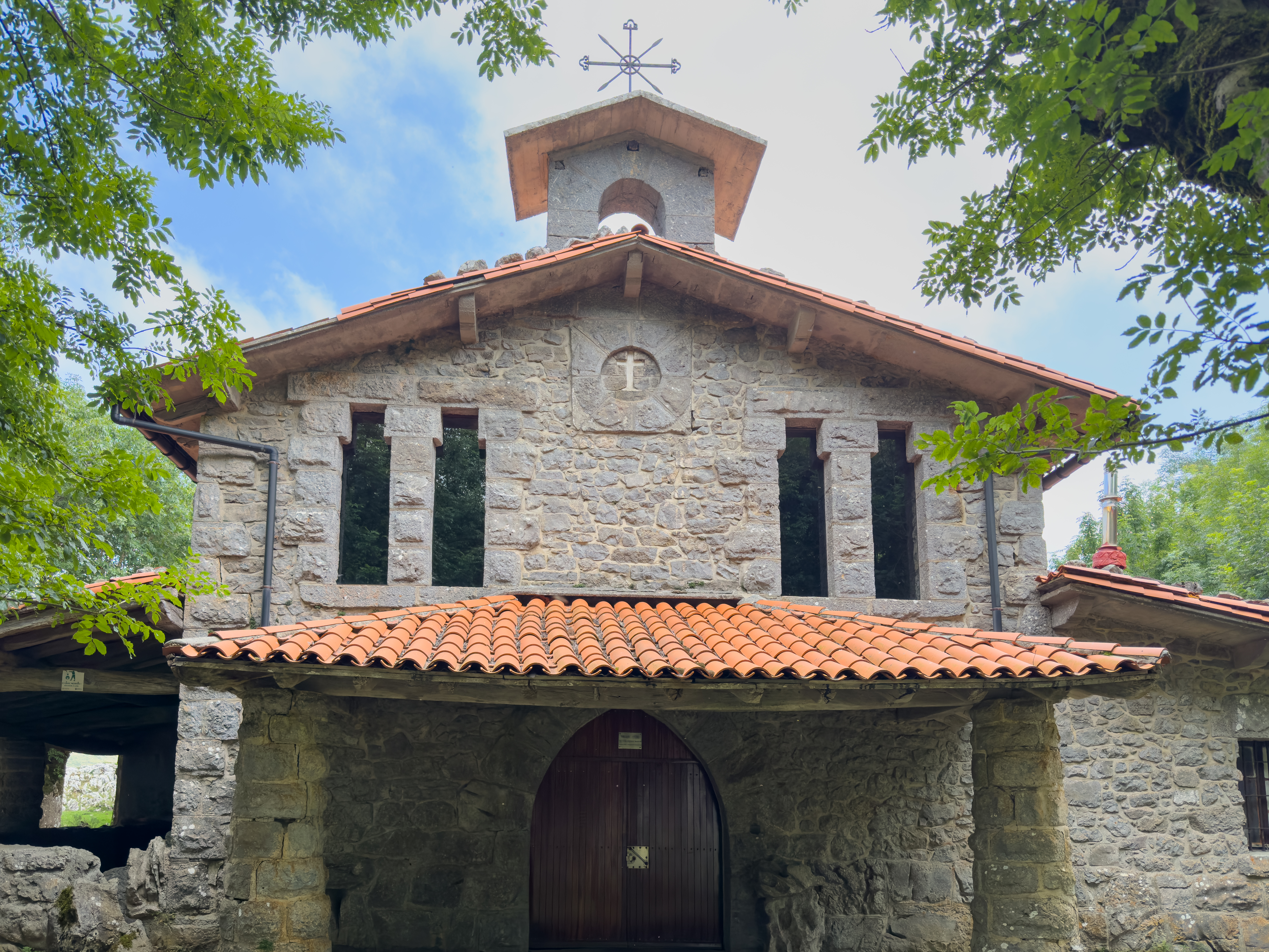